# Giacomo Quattromini
Giacomo Quattromini (Zibello, 1949 – Roma, 2019) è stato un attore cinematografico e attore teatrale italiano.

## Biografia
Nato a Zibello nel 1949, piccolo borgo della bassa parmense. Partito adolescente per la capitale italiana, ha recitato nella commedia dell'arte e nel teatro drammatico., in particolare nei drammi di Molière a fianco di Paolo Stoppa nelle stagioni drammatiche del Teatro Valli di Reggio Emilia facendo parte del cast fisso nelle stagioni 1982-1983 presso il Teatro Stabile del Friuli-Venezia Giulia sotto la regia di Mario Scaccia. 
Dagli anni '70 ha iniziato a recitare anche per il cinema, prendendo parte come generico ne La casa dalle finestre che ridono di Pupi Avati.
Negli anni '90 ha recitato a fianco di Nino Manfredi e Alberto Sordi ne In nome del popolo sovrano e recitando in altri film assieme a Michele Placido e Giancarlo Giannini. 
Nel 1993 per il cinema e Canale 5 ha interpretato il ruolo del magistrato Giuseppe Ayala, nel film biografico Giovanni Falcone.
Deceduto nel 2019, riposa a Zibello nella cappella di famiglia del cimitero del paese a fianco dello zio il senatore e giudice di Cassazione Giacomo Ottolenghi

## Teatro
- L'avaro di Molière, Teatro Valli Reggio Emilia (1982)
- Romolo il Grande, regia di Mario Scaccia, Teatro Stabile del Friuli-Venezia Giulia (1983)

## Filmografia
- Profondo rosso, regia di Dario Argento (1975) - non accreditato
- La casa dalle finestre che ridono, regia di Pupi Avati (1976)
- ''La veritaaaà'', regia di Cesare Zavattini (1982)
- In nome del popolo sovrano, regia di Luigi Magni (1990)
- Giovanni Falcone,  regia di Giuseppe Ferrara (1993)
- Vuoti a perdere,  regia di Massimo Costa (1998)
- L'italiano, regia di Ennio De Dominicis (2002)